# 50美元纸币

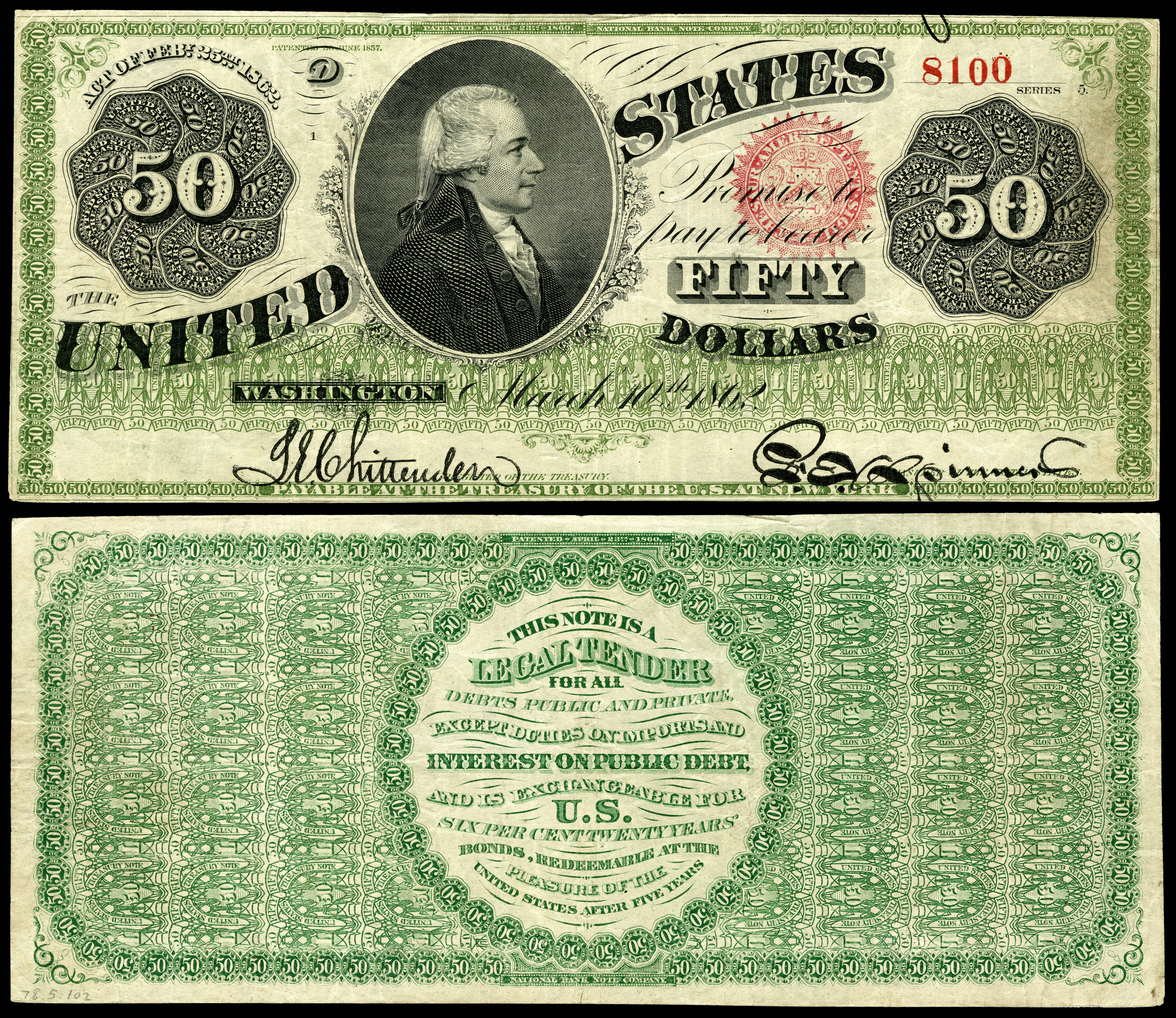
1862 $50 Legal Tender note

美国50美元的纸币（$50）是美国货币的种类之一。50美元纸币的图景50美元券正面是第18届总统尤利西斯·辛普森·格兰特的肖像。背面是美国国会大厦。